# José Cândido Loureiro
José Cândido Loureiro (Lisboa, 1821 – Lisboa, 29 de Maio de 1870) foi um médico e cirurgião português.

## Biografia
Doutorou-se pela Faculdade de Medicina da Universidade de Bruxelas e formou-se Médico-Cirurgião pela Escola Médico-Cirúrgica de Lisboa, onde defendeu a sua Tese a 29 de Julho de 1842.
Em Bruxelas, Bélgica, e em Paris, França, especializou-se em doenças dos olhos com as sumidades do seu tempo, e, regressando a Lisboa, tentou estabelecer um Consultório de Oftalmologia, em 1844, que pouco durou, por causa da agitação política da época, nomeadamente da Revolução da Maria da Fonte, da Emboscada e da Patuleia. Reabriu o Consultório em 1855 e voltou a fechá-lo alguns anos mais tarde, em resultado de inúmeras dificuldades.
Em 1856, sendo Médico Extraordinário do Hospital Real de São José, foi nomeado Director do Hospital de Cólera Morbus instalado no Cais dos Soldados. Em 1857, foi nomeado Director do Hospital de Febre Amarela instalado no Convento do Desterro.
Assistiu, em 1867, como Delegado do Governo Português, ao Congresso Internacional de Oftalmologia, que se reuniu em Paris, França, e onde apresentou valiosos trabalhos sobre a Oftalmologia em Portugal. José Cândido Loureiro teve que defender os seus trabalhos em controvérsias com vários Professores, nomeadamente com o Especialista Francês Carcassonne.
De novo em Portugal, dedicou-se activamente ao estudo da doenças dos olhos e pugnou, com extraordinária energia, pelo estabelecimento duma Enfermaria para Oftálmicos, no Hospital Real de São José.
Foi, ainda, Subdelegado de Saúde em Lisboa.
Tendo adoecido e, sendo dum carácter profundamente impressionável, julgou-se perdido e atirou-se da janela do seu quarto, situado no terceiro pavimento do Hospital Real de São José.

### Obras publicadas
Colaborou no Jornal da Sociedade de Ciências Médicas e escreveu: 
- Recueil de quelques écrits ophtalmologiques, publiés dans differents jornaux français et belges, Lisbonne, 1844[1]
- Considerações práticas sobre a Irite e suas principais terminações precedidas dalgumas reflexões sobre a urgente necessidade de uma enfermaria especial para o tratamento das moléstias dos olhos, Lisboa, 1857[1]
- Duas palavras sobre o Relatório e Projecto de lei apresentado na Câmara dos Pares pelo digno par sr. Margiochi e sobre o decreto de 3-X-1860, in Política Liberal, N.°s 284 e 292, 1861[1]
- Refutação da resposta do dito senhor às Duas Palavras, etc., in Política Liberal, N.°s 316, 317 e 334, 1861[1]
- Do tratamento do tumor e da fístula lacrimal pelas injecções lacrimonasais e dilatação progressiva, a propósito de vários doentes do Consultório Oftalmológico de Lisboa, Lisboa, 1861[1]
- Consultório Oftalmológico de Lisboa ou clínica de moléstias de olhos, relatório e estatísticas dos doentes ali vistos e tratados nos anos de 1860 e 1861, seguidos de algumas considerações gerais sobre a especialidade de moléstias de olhos em Portugal, Lisboa, 1862[1]
- Influence du tabac à fumer sur les maladies des yeux, communication faite au congrés ophtalmologique d'Herdelberg de 1865, Paris, 1865[1]
- Quelques remarques pratiques sur l'ophtalmo-nicotisme et sur l'ophtalmo-alcoolisme, communication faite au Congrés internationale periodique d'ophtalmologie de Paris de 1867, Paris, 1867[2]
- Relatório sobre o Congresso periódico de Oftalmologia reunido em Paris no mês de Agosto de 1867, apresentado a S. Ex.ª o ministro e secretário de Estado dos negócios do Reino (em 11-XII-1867), Lisboa, 1868[3]
- Lettre adressée à la Redaction de l'Evénement médical, Paris, 1868 (por ocasião da polémica com o Dr. Carcassonne, sobre a influência do tabaco nas doenças dos olhos)[3]
- Relatório sobre a epidemia de metro-peritonite puerperal, que grassou na enfermaria de Santa Bárbara do Hospital de São José e no provisório da Calçada de Sant'Ana, desde Dez. de 1863 a Abril de 1868, apresentado a s. ex.ª o ministro e secretário de Estado dos negócios do reino e presidente da Junta Consultiva de Saúde Pública, in Diário do Governo, de 20 e 22 de Novembro de 1869[3]